# 沃贊
34°48′N 5°35′W / 34.800°N 5.583°W

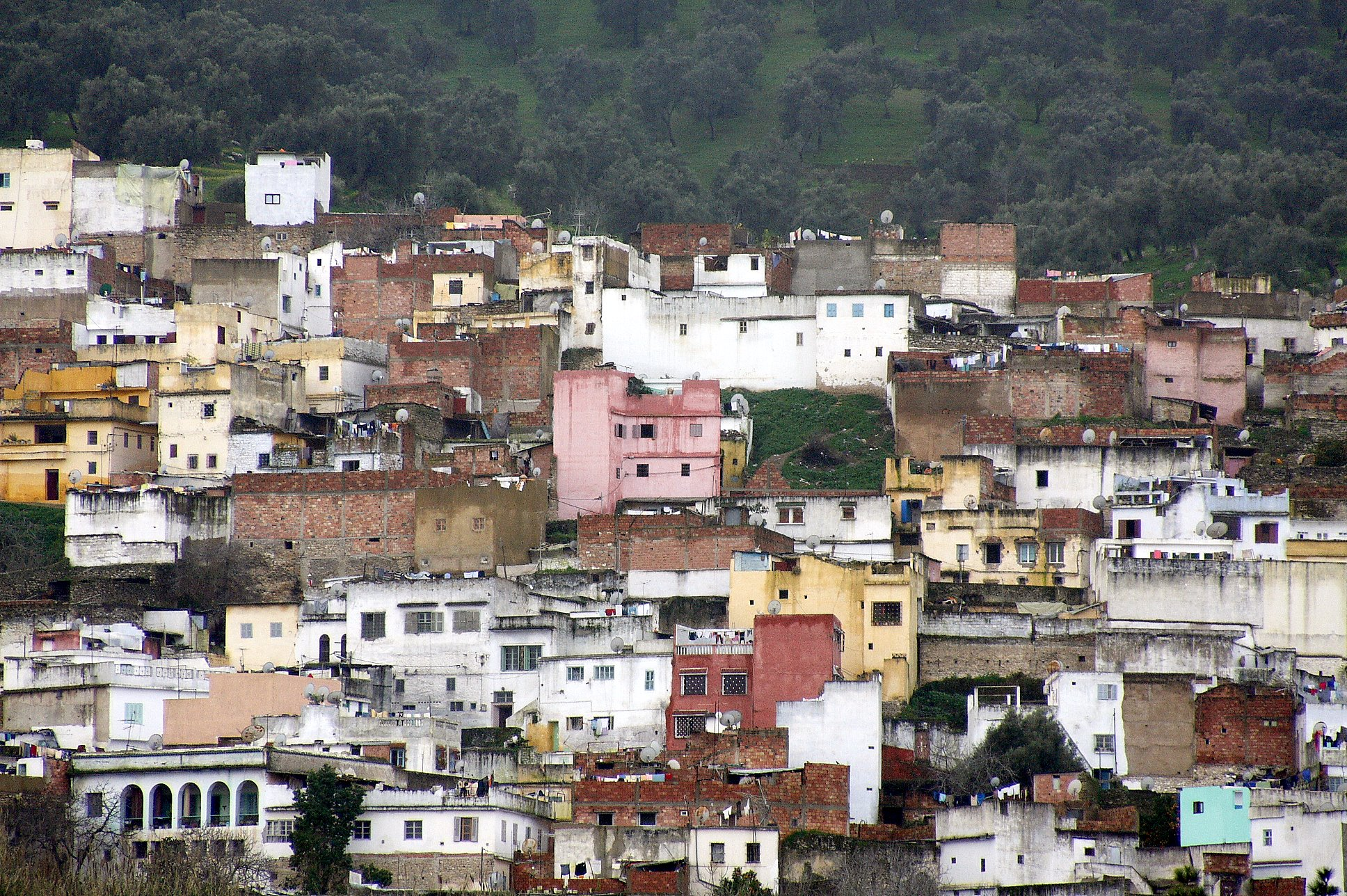

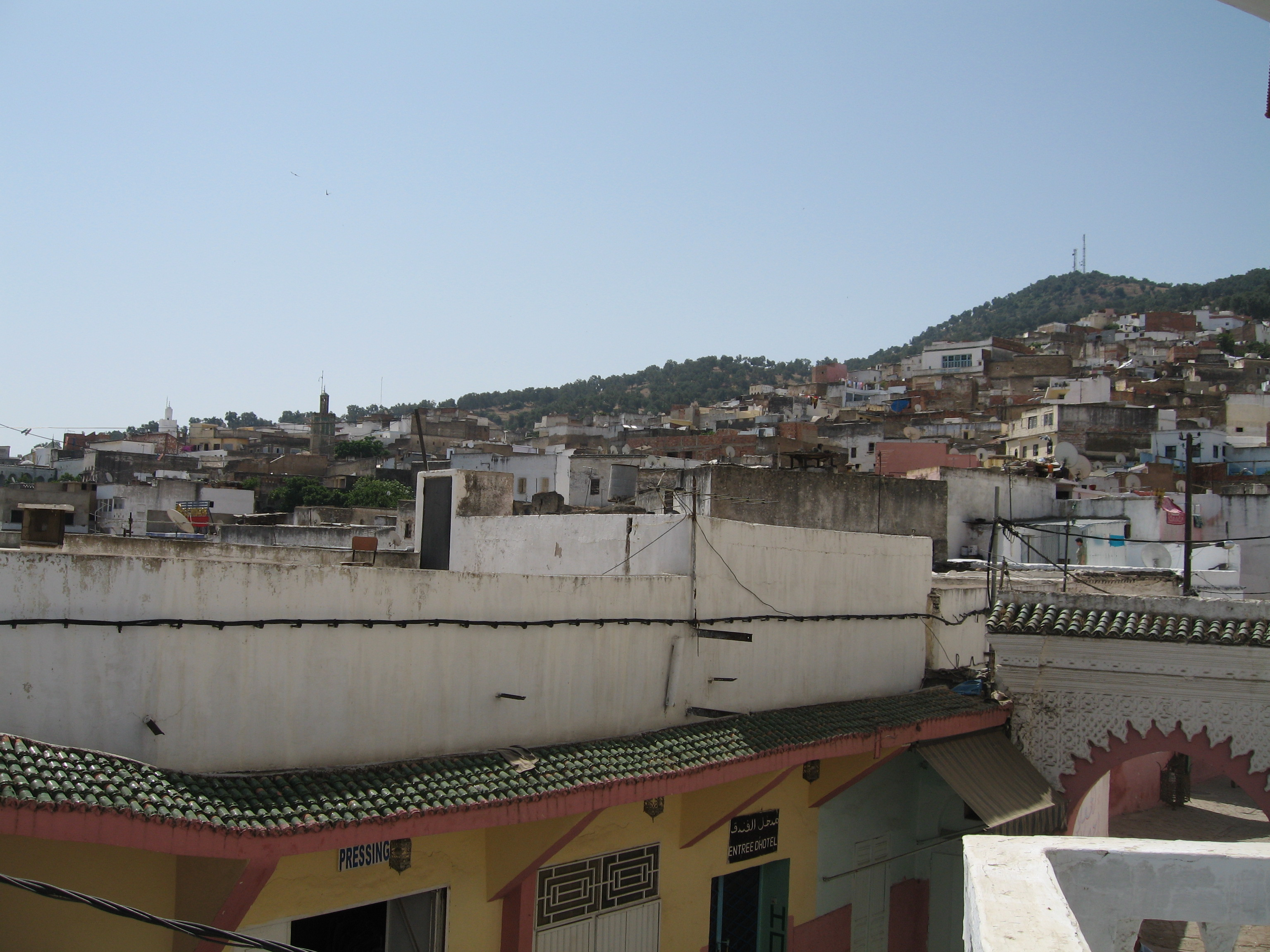

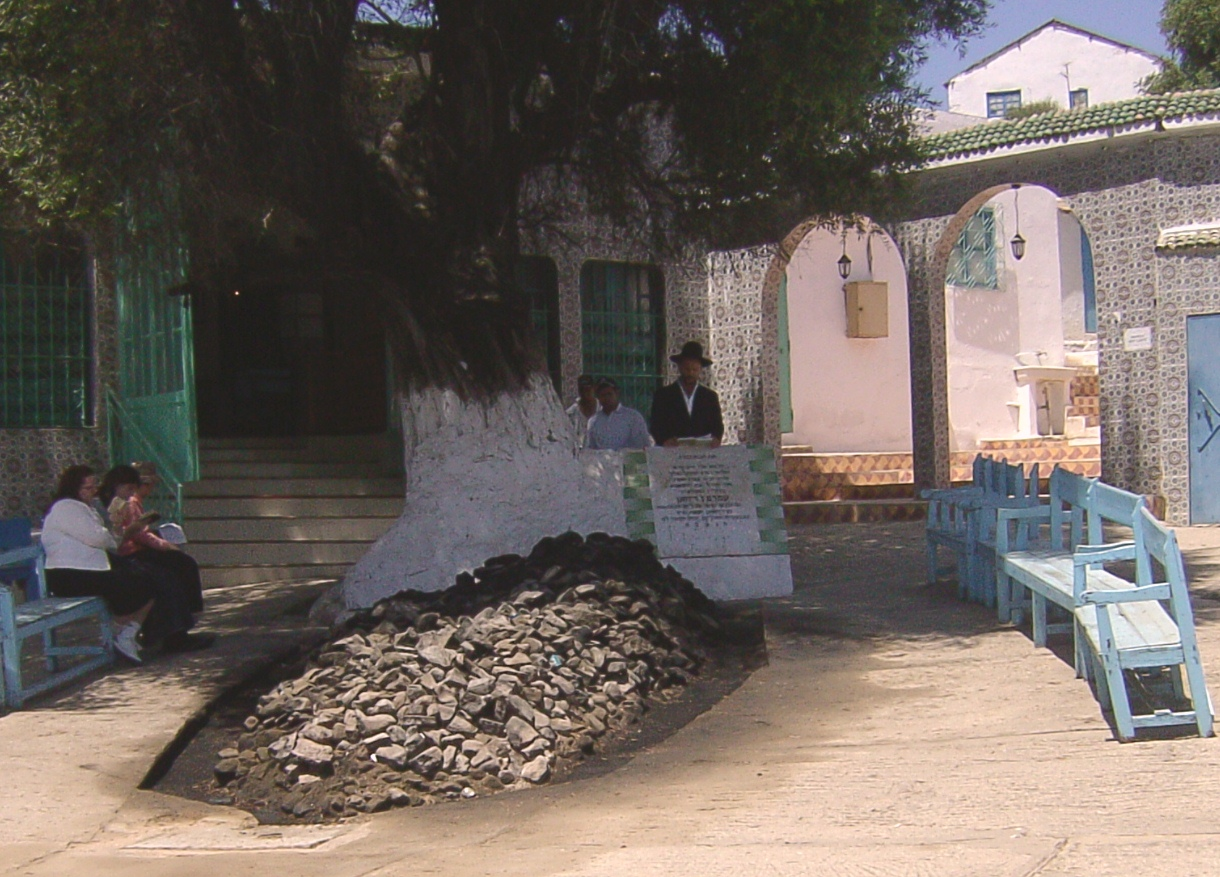

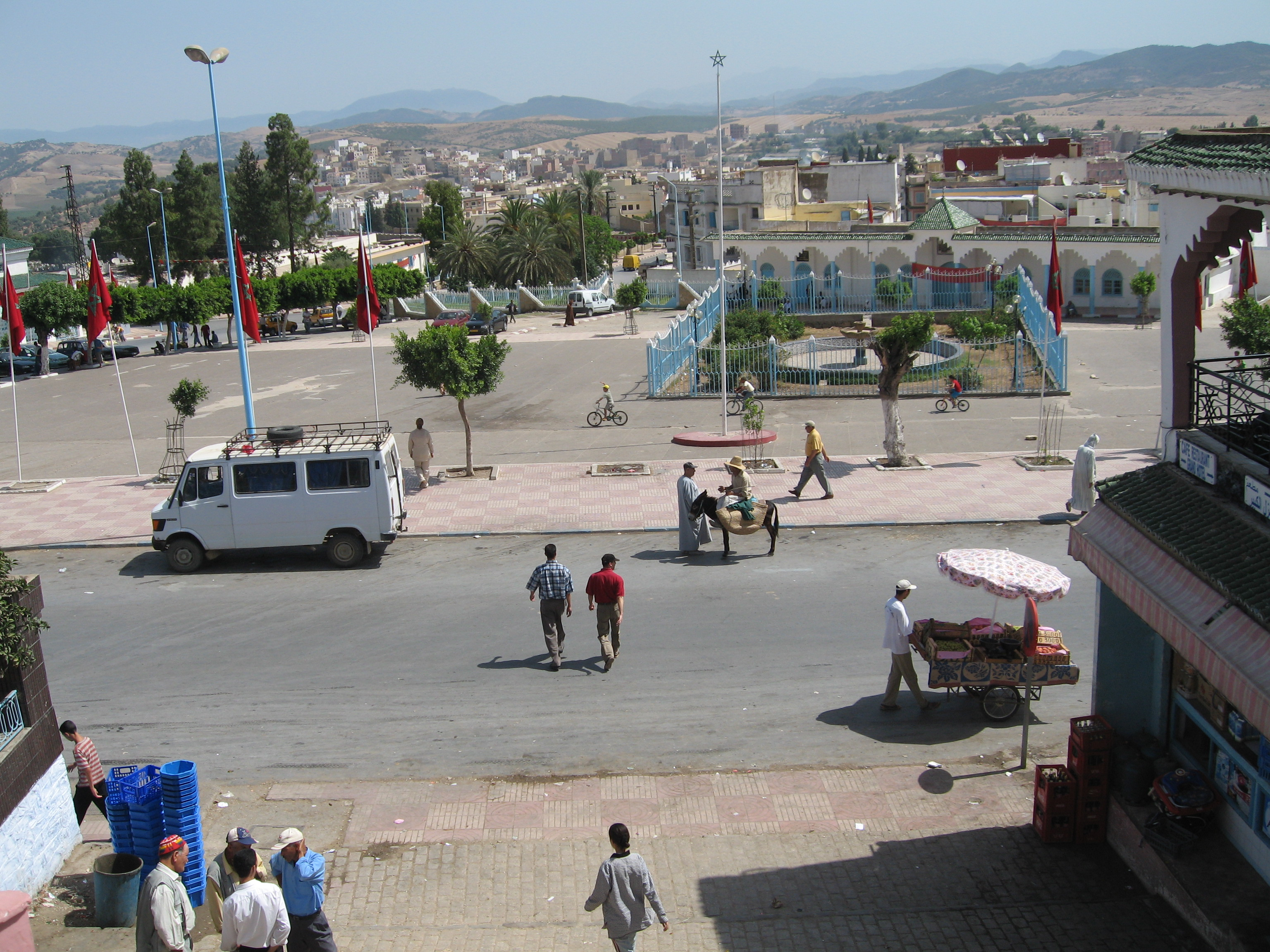

沃贊（ وزان ）是摩洛哥的城鎮，位於該國北部，由丹吉爾-得土安-胡塞馬大區負責管轄，是沃贊省的首府，面積10.3平方公里，海拔高度220米，2014年人口59,606，人口密度每平方公里5,787人。